# Quarta battaglia di Char'kov
La quarta battaglia di Char'kov fu combattuta, dal 3 al 23 agosto 1943, sul Fronte orientale durante la seconda guerra mondiale. Denominata dalla storiografia sovietica offensiva Belgorod-Char'kov, in codice operazione Rumjancev, la battaglia si concluse, al termine di scontri molto aspri, con la definitiva liberazione sovietica di Char'kov, la città più contesa della guerra sul fronte orientale, da parte dell'Armata Rossa.
Durante la battaglia si svolsero alcuni degli scontri più duri tra carri armati di tutta la seconda guerra mondiale, dato che i tedeschi, impegnando alcune delle loro migliori Panzer-Division equipaggiate anche con carri Panther e Panzer VI Tiger I contro le potenti armate corazzate sovietiche, tentarono fino all'ultimo di contrattaccare per evitare la sconfitta e la ritirata. Pur a costo di gravi perdite di uomini e mezzi, superiori a quelle tedesche, l'Armata Rossa ottenne la terza importante vittoria dell'estate del 1943, dopo la battaglia di Kursk e l'operazione Kutuzov, preludio alla successiva offensiva generale verso il fiume Dniepr e l'Ucraina centro-orientale.

## Dopo Kursk
Il 13 luglio 1943 Adolf Hitler, dopo aver convocato a Rastenburg i feldmarescialli Erich von Manstein e Günther von Kluge, comandanti rispettivamente del Gruppo d'armate Sud e del Gruppo d'armate Centro, aveva preso la decisione di interrompere la cosiddetta Operazione Cittadella, il grande attacco al saliente di Kursk che, iniziato il 5 luglio, si era trasformato in una costosa battaglia di logoramento per le forze corazzate tedesche costrette ad avanzare lentamente attraverso le successive cinture difensive sovietiche e sottoposte ai continui contrattacchi dei carri armati del nemico.

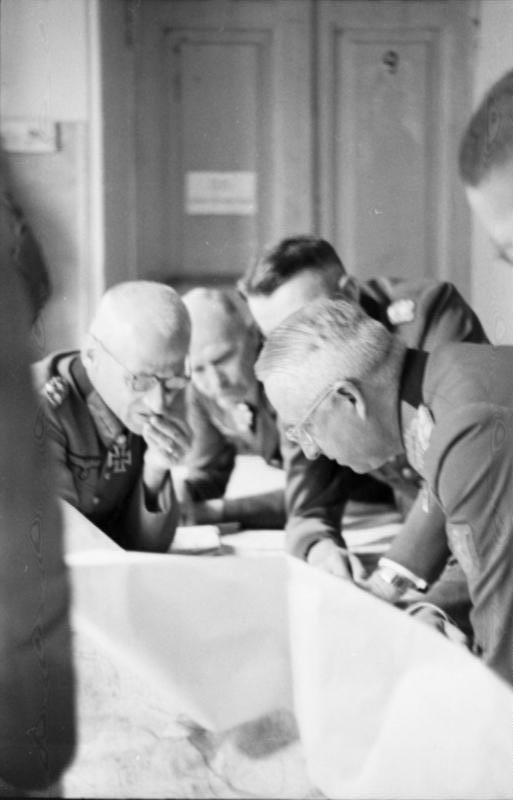
Il generale Hoth e il feldmaresciallo von Manstein analizzano le carte topografiche durante la Battaglia di Kursk.

La decisione di Hitler derivava: dalla situazione sul terreno che non permetteva di sperare, nonostante le affermazioni meno pessimistiche del feldmaresciallo von Manstein, nel previsto successo decisivo e rapido ipotizzato nella pianificazione iniziale; dall'inizio dell'attacco sovietico al saliente di Orël (12 luglio) che aveva subito messo in difficoltà lo schieramento difensivo del feldmaresciallo von Kluge; dalla notizia dello sbarco alleato in Sicilia (10 luglio 1943) con il conseguente pericolo di un crollo di Benito Mussolini e dell'Italia fascista, che quindi bisognava evitare puntellando il regime con cospicui rinforzi tedeschi.
Gli sviluppi della situazione confermarono la ragionevolezza della decisione del Führer; il rapido disgregarsi delle difese dell'Asse in Sicilia costrinse l'OKW a pianificare il trasferimento nella penisola dell'intero 2º Panzerkorps Waffen-SS, la punta di diamante dell'operazione Cittadella con le sue tre divisioni corazzate; mentre la precaria situazione nel saliente di Orël costrinse il feldmaresciallo von Kluge a dirottare almeno quattro Panzer-Division della 9. Armee del generale Walther Model più a nord per evitare uno sfondamento in profondità, e a richiedere anche il trasferimento, che venne autorizzato da Hitler, al suo gruppo d'armate della potente Panzergrenadier-Division Großdeutschland proveniente dal settore sud del saliente di Kursk
In realtà l'inizio della offensiva sovietica sul fronte del fiume Mius (il 17 luglio) da parte dei Fronti dei generali Rodion Malinovskij e Fëdor Tolbuchin, costrinse immediatamente Hitler, che contava su un logoramento permanente delle forze sovietiche nel settore meridionale del fronte orientale a seguito della recentissima battaglia di Kursk, a rinunciare al suo ambizioso progetto di trasferire l'intero Panzerkorps-SS in Italia. La nuova situazione pericolosa costrinse invece il feldmaresciallo von Manstein e Hitler a trasferire in Italia la sola 1. SS-Panzer-Division Leibstandarte SS Adolf Hitler con il quartier generale del Panzerkorps-SS, dopo aver ceduto il suo equipaggiamento pesante, compresi tutti i carri armati, alla Das Reich) e a spostare sul fronte del Mius le altre due divisioni SS, la 2. SS "Das Reich" e 3. SS-Panzerdivision "Totenkopf", insieme alla 3. Panzer-Division, inquadrate nel 3º Panzerkorps per cercare di tamponare la nuova falla. Effettivamente le Panzer-Division riuscirono con un brillante contrattacco a respingere il nemico e infliggere dure perdite.
Alla fine di luglio quindi, il feldmaresciallo von Manstein aveva riportato indietro sulle linee di partenza il suo schieramento sul lato meridionale del saliente di Kursk, che era stato molto indebolito dalla partenza delle tre divisioni SS, della 3. Panzer-Division e della Grossdeutschland, mentre aveva stabilizzato la situazione sul fiume Mius. Contemporaneamente il feldmaresciallo von Kluge era alle prese con l'offensiva sovietica nel saliente di Orël ("Operazione Kutuzov"), sferrata dai sovietici con un numeroso schieramento di fanterie, artiglierie e due armate corazzate, e stava lentamente ripiegando sulla cosiddetta "posizione Hagen" alla base del saliente, contrastando abilmente l'avanzata sovietica con l'aiuto delle Panzer-Division trasferite e con il concorso della Grossdeutschland, anche grazie ad alcuni errori tattici del nemico. La situazione era difficile ma sembrava ancora sotto controllo.
Durante la primavera 1943, mentre si moltiplicavano i segni del gigantesco concentramento di forze tedesco per sferrare l'Operazione Cittadella, Stalin aveva accettato solo con riluttanza e dopo lunghe ed estenuanti discussioni il parere dei marescialli Georgij Žukov e Aleksandr Vasilevskij favorevole a organizzare una difesa in profondità del saliente per logorare le forze del nemico prima di qualsiasi prematura offensiva sovietica in qualche settore del fronte orientale. Dopo le brucianti sconfitte causate dalle inutili offensive di disturbo dell'Armata Rossa nella primavera 1942, i due generali e anche altri esperti ufficiali dello Stavka riuscirono infine a convincere il dittatore, sempre timoroso della potenza offensiva della Wehrmacht soprattutto in estate) e non molto convinto delle capacità delle sue truppe di sostenere un'offensiva generale tedesca.

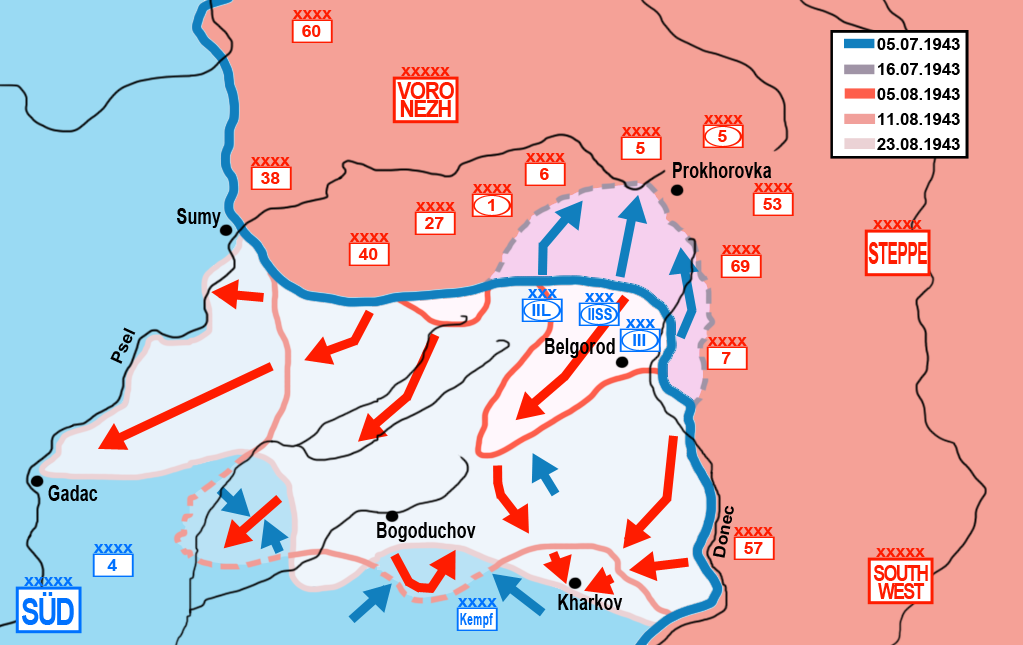
Carta delle operazioni durante la Quarta battaglia di Char'kov.

La decisione definitiva di Stalin a favore di una difensiva strategica, sistematicamente organizzata nel saliente di Kursk, giustamente considerato l'obiettivo principale dell'attacco tedesco, si accompagnò inoltre alla decisione da parte del dittatore di portare avanti ugualmente la pianificazione di progetti offensivi sovietici riguardanti soprattutto il saliente di Orël e il vecchio fronte del Mius, da scatenare dopo aver ottenuto il logoramento delle forze nemiche. Stalin organizzò inoltre la costituzione di potenti riserve strategiche nelle retrovie del settore centrale minacciato, poste al comando del generale Ivan Konev e preparate a sferrare in un secondo tempo una vigorosa controffensiva in massa contro le forze attaccanti tedesche (il cosiddetto Fronte della Steppa costituito da cinque armate di fanteria, un'armata corazzata e numerosi corpi corazzati, meccanizzati e di cavalleria di riserva.
Lo svolgimento concreto della micidiale battaglia di Kursk, in realtà, costrinse Stalin e il maresciallo Vasilevskij a impegnare prematuramente una parte di queste poderose forze per ristabilire la situazione nel settore meridionale del saliente, divenuta critica a causa della potente spinta offensiva delle Panzerdivision-SS, e ad gettare nella mischia due armate del fronte della Steppa (tra cui la 5ª Armata corazzata delle guardie). Il risultato venne raggiunto e le forze tedesche, a costo di gravi perdite, furono definitivamente fermate e rigettate indietro - battaglia di Prochorovka -, ma il conseguente logoramento anche delle forze di riserva sovietiche impedì, come era stato inizialmente previsto, un immediato contrattacco generale dell'intera massa del generale Konev contemporaneo all'inizio dell'attacco sovietico del 12 luglio nel saliente di Orël e costrinse a una revisione complessiva della pianificazione offensiva sovietica su tutti i settori del fronte orientale.

## La riorganizzazione e i piani sovietici
Mentre lo schieramento offensivo nel saliente di Orël dava il via al suo attacco contro la 2. Panzerarmee tedesca del Gruppo d'armate Centro (12 luglio) e le armate schierate nel settore meridionale erano impegnate nella difficile offensiva nella regione Slavjansk-fiume Mius (17 luglio), le forze del Fronte di Voronež del generale Nikolaj Vatutin, che avevano subito l'urto principale dell'attacco tedesco, erano impegnate in frenetici sforzi per rafforzare le armate, ricompletare l'equipaggiamento meccanizzato e ripianare le forniture di munizioni. Fu uno sforzo notevole e venne coronato da pieno successo; le officine di riparazione sovietiche dei mezzi corazzati (vera arma segreta delle truppe corazzate dell'Armata Rossa) riuscirono a recuperare e riparare un gran numero di carri armati danneggiati sul campo di battaglia. Del resto il generale Vatutin aveva avuto direttive precise dallo Stavka di non contare su nuovi rinforzi dalle riserve strategiche ma di fare affidamento soprattutto sui recuperi dei mezzi danneggiati e sui soldati con ferite lievi per ripianare le sue forti perdite; solo 200 carri armati nuovi arrivarono nel mese di agosto alla 1ª Armata corazzata mentre le officine riparazione recuperarono oltre 1200 mezzi meccanizzati di cui 300 carri; anche gli equipaggi dei carri vennero rinfoltiti in gran parte recuperando i feriti lievi dagli ospedali campali di retrovia.
Nonostante la fretta e le difficoltà, alla fine di luglio le due armate corazzate assegnate a Vatutin, 1ª e 5ª Armata corazzata delle guardie, che a Kursk avevano perso centinaia di mezzi, erano nuovamente equipaggiate con oltre 500 carri armati ciascuno e pronte a costituire la massa di sfondamento prevista dalla pianificazione sovietica. Nello stesso momento Stalin, mentre spronava brutalmente i suoi generali ad affrettare i tempi e a passare all'offensiva anche nel settore meridionale del saliente di Kursk e inviava continue direttive, non sempre opportune, ai comandanti impegnati a Orël e sul Mius, prendeva le decisioni determinanti: il 18 luglio il fronte della Steppa di Konev venne pienamente attivato e schierato sulla sinistra del fronte di Vatutin, con cinque armate, in parte già logorate dalle battaglie precedenti; il 22 luglio il dittatore ordinò finalmente di sferrare entro i primi giorni di agosto l'"Operazione Rumjancev", nome in codice dell'attacco sul lato meridionale del saliente con obiettivo i grandi centri di Belgorod e soprattutto Char'kov; era divenuto evidente l'indebolimento dello schieramento tedesco nel settore dopo il dirottamento delle Panzer-Division più forti sul fronte di Orël e sul Mius.

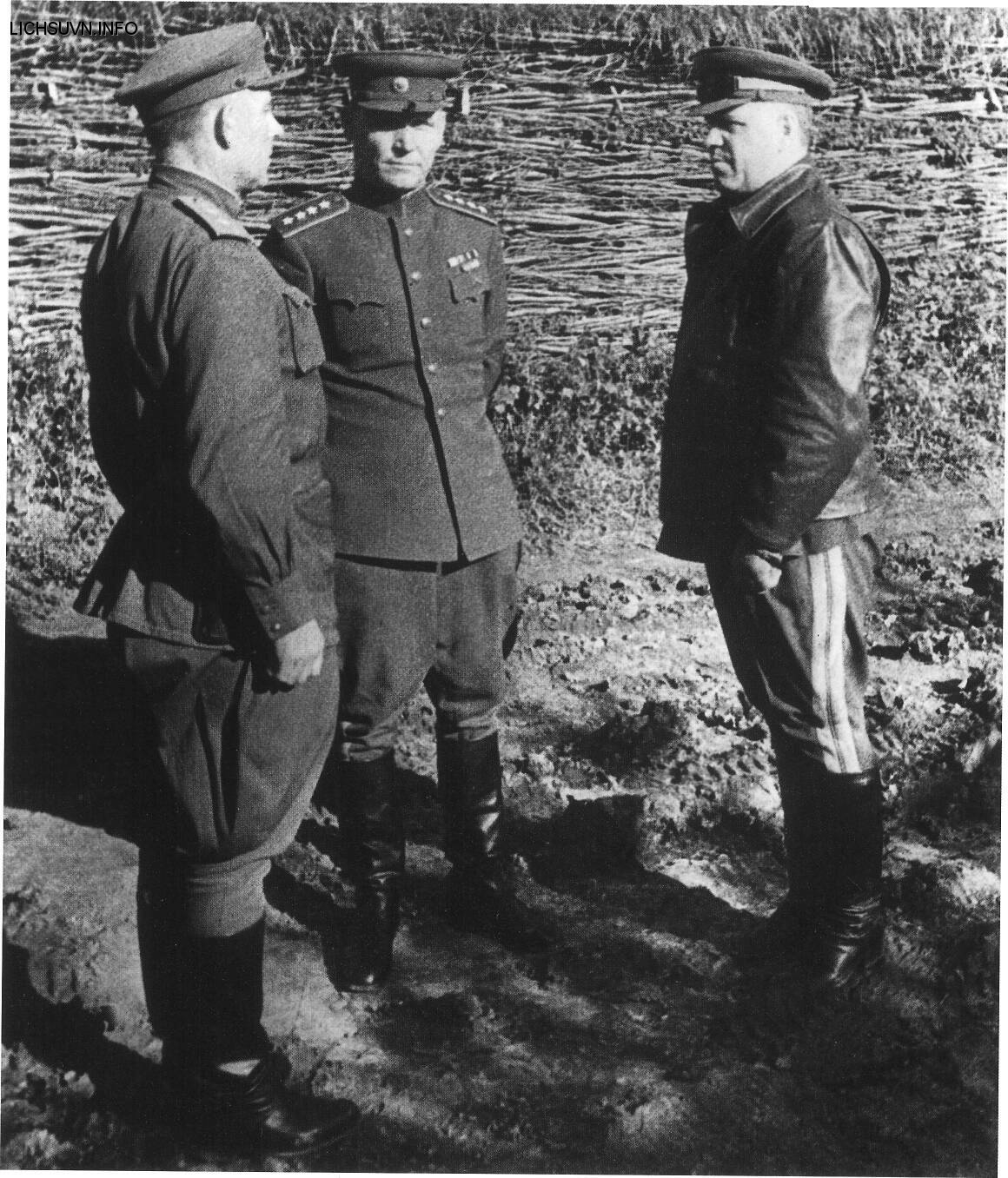
Al centro il generale Ivan Konev, comandante del "Fronte della steppa"; a destra il maresciallo Georgij Žukov, "coordinatore della Stavka" nel settore di Belgorod e Char'kov

Stalin affidò il controllo operativo sul campo dell'Operazione Rumjancev direttamente al maresciallo Žukov che diede prova della consueta irruenza. In particolare il maresciallo concentrò la sua attenzione sulla pianificazione dello sbarramento d'artiglieria iniziale, che venne enormemente potenziato con l'arrivo di numerose divisioni d'artiglieria pesante da altri fronti e dalle riserve e concentrato nel tempo per ottenere un massiccio effetto d'urto; fu questo il primo schema di martellamento possente dell'artiglieria sovietica che sarebbe diventato uno dei punti di forza principali dell'Armata Rossa nelle grandi offensive del 1944-45. Venne inoltre previsto l'impiego dell'aviazione sovietica direttamente sul fronte di battaglia, soprattutto nella collaborazione aero-terrestre con le armate corazzate; venne invece sottovalutato il problema dell'interdizione del campo di battaglia e, di conseguenza, le divisioni corazzate tedesche poterono accorre in aiuto senza intralci dall'aria da parte dell'aviazione nemica. Si pose grande attenzione infine sulla manovra delle armate corazzate. A questo riguardo, il maresciallo Žukov decise di impiegare la potenza di fuoco, senza prevedere complesse manovre combinate, impegnando le due armate corazzate dei generali Michail Katukov e Pavel Rotmistrov fianco a fianco (oltre 1000 carri armati con una concentrazione di 70 carri armati per chilometro di fronte) per ottenere una schiacciante potenza d'urto in profondità e quindi proseguire in un colpo solo nelle retrovie del nemico dividendo in due parti lo schieramento nemico. Sarebbe stato questo il primo riuscito impiego operativo delle armate corazzate sovietiche durante le campagne d'estate, dopo la 'debacle' del 1942 e i mezzi fallimenti delle forze corazzate al comando dei generali Pavel Rybalko, Aleksej Rodin e Vasilij Badanov nel saliente d'Orël.
Il piano finale del maresciallo Žukov era semplice e brutale; la 6ª e la 5ª Armata delle guardie (le vecchie 21ª e 66ª Armata, protagoniste della battaglia di Stalingrado) del fronte del generale Vatutin, avrebbero attaccato frontalmente la 4. Panzerarmee tedesca, precedute da un poderoso sbarramento d'artiglieria; le due armate corazzate affiancate (quattro corpi corazzati e due corpi meccanizzati) avrebbero sfondato in profondità avanzando in massa subito in avanti, puntando sull'importante centro di Bogoduchov, e dividendo a metà le difese tedesche. Esse inoltre avrebbero protetto il fianco destro delle armate del fronte di Konev (4ª e 7ª Armata delle guardie - ex 24ª e 64ª Armata del fronte di Stalingrado -, 53ª e 47ª Armata, con l'aiuto del 1º Corpo meccanizzato) che avrebbero attaccato a loro volta il Distaccamento "Kempf", conquistato Belgorod e poi, sempre protette dai carri armati del generale Vatutin, avrebbero circondato e liberato Char'kov in collaborazione con la 57ª Armata del fronte Meridionale del generale Malinovskij. Il fianco destro di Vatutin (40ª e 27ª Armata, rinforzate con due corpi corazzati delle guardie) avrebbe appoggiato l'offensiva principale attaccando verso Achtyrka, a ovest di Bogoduchov
In totale, il Fronte di Voronež avrebbe impegnato quasi 500 000 uomini e 1900 carri armati e il Fronte della Steppa 200 000 uomini e 500 carri; con le riserve, l'offensiva coordinata dal maresciallo Žukov avrebbe coinvolto quasi un milione di soldati sovietici e oltre 2800 carri armati (nove corpi corazzati e quattro corpi meccanizzati): una grande dimostrazione della potenza e delle capacità di recupero dell'Armata Rossa.

## Offensiva Belgorod-Char'kov

### Lo sfondamento
L'Alto comando tedesco e il feldmaresciallo von Manstein avevano effettuato dei complessi rischieramenti delle Panzer-Division, divenuti inevitabili per contenere con forze insufficienti e indebolite dalle precedenti battaglie le continue offensive sovietiche, nella concreta speranza di un depauperamento sostanziale delle forze nemiche nel settore meridionale del saliente di Kursk, che avevano subito perdite fortissime ad opera delle divisioni corazzate tedesche, e quindi dell'impossibilità almeno momentanea di nuove offensive oltre alle battaglie in corso di Orël e del Mius. Anche Hitler sembrava nutrire le stesse illusioni e contare su un imminente esaurimento della spinta offensiva sovietica. Il violento inizio (il 3 agosto 1943) dell'Operazione Rumjancev nel settore Belgorod-Char'kov colse quindi di sorpresa la dirigenza politico-militare tedesca, anche se alcuni giorni prima i servizi di informazione tedeschi avevano individuato i concentramenti sovietici e quindi pronosticarono un nuovo attacco nemico. Contando su una tregua nel settore, la 4. Panzerarmee, sempre al comando del generale Hermann Hoth, e il Distaccamento "Kempff" schieravano forze non adeguate per sostenere una nuova battaglia; in particolare Hoth e Kempff allineavano nei punti attaccati solo alcune deboli divisioni di fanteria, mentre le riserve corazzate consistevano nelle quattro Panzer-Division della 4. Panzerarmee schierate a coppie dietro la linea principale (7., 11., 19. e 6. Panzer-Division; tutte molto a corto di mezzi - circa 200 carri armati in totale), rinforzate tuttavia dal battaglione pesante di carri Tiger Schwere Panzerabteilung 503 (nel settore del generale Werner Kempf) e dal "gruppo Lauchert" con due deboli battaglioni di carri Panther nel settore del generale Hoth.

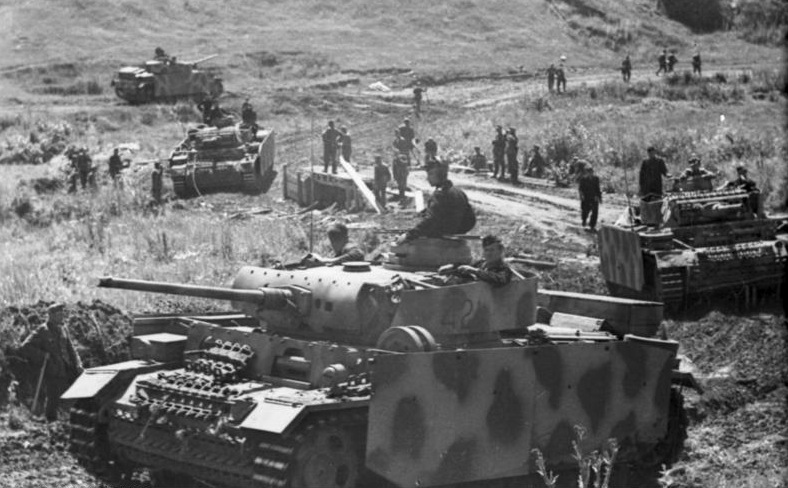
Panzer III Ausf. M e Ausf. L in movimento per bloccare l'offensiva sovietica. Notare gli Schürzen e gli spezzoni di cingoli utilizzati come corazza aggiuntiva.

L'attacco ebbe inizio il 3 agosto con lo schiacciante bombardamento d'artiglieria lungamente pianificato dal maresciallo Žukov e i suoi generali; gli effetti del fuoco furono catastrofici sulle prime linee delle divisioni di fanteria tedesche del 52º e 11 ° Corpo d'armata; furono aperte ampie brecce e, nonostante l'aspra resistenza esercitata da alcuni reparti, le fanterie della 5ª e 6ª Armata delle guardie poterono aprire varchi sufficienti per permettere l'entrata in campo delle due armate corazzate. La 1ª e la 5ª Armata corazzata delle guardie si schierarono a cuneo con due corpi carri in prima schiera e il terzo corpo in seconda linea, con le brigate di punta audacemente lanciate in avanti. Erano i famosi "distaccamenti corazzati avanzati" che avevano il compito di procedere subito in profondità, senza curarsi dei nuclei di resistenza, per occupare di sorpresa i centri nevralgici nelle retrovie e che spesso subivano perdite elevatissime.
Alle ore 11.00, quindi, i carri armati si scagliarono in avanti puntando su Tomarovka e Borisovka; l'avanzata fu rapida (circa 25 chilometri il primo giorno) nonostante i primi contrattacchi delle riserve corazzate tedesche; la 19. Panzer-Division e i Panther del "gruppo Lauchert" tentarono di fermare i due corpi di testa della 1ª Armata corazzata (6º Corpo corazzato e 3º Corpo meccanizzato), mentre la 6. Panzer.Division esercitava una resistenza efficace contro la 5ª Armata corazzata delle guardie (18º e 29º Corpo corazzato). La Luftwaffe intervenne in forze per cercare di contrastare l'avanzata nemica. Mentre il secondo scaglione del generale Rotmistrov (5º Corpo meccanizzato delle guardie) veniva spostato in appoggio alle armate del fronte del generale Konev che necessitavano di un maggior supporto di carri armati, si creò quindi un profondo varco tra la 4. Panzerarmee, respinta verso ovest, e il Distaccamento "Kempff", che era stato a sua volta messo in difficoltà dall'attacco del fronte della Steppa (7ª Armata delle guardie e 53. Armata) ed era in ripiegamento verso sud-ovest per coprire Belgorod e Char'kov. Mentre il 5º Corpo meccanizzato delle guardie respingeva la 6. Panzer-Division, gli altri due corpi corazzati di Rotmistrov proseguirono in profondità coprendo il fianco sinistro generale Katukov e puntando sul centro di Zoločiv.

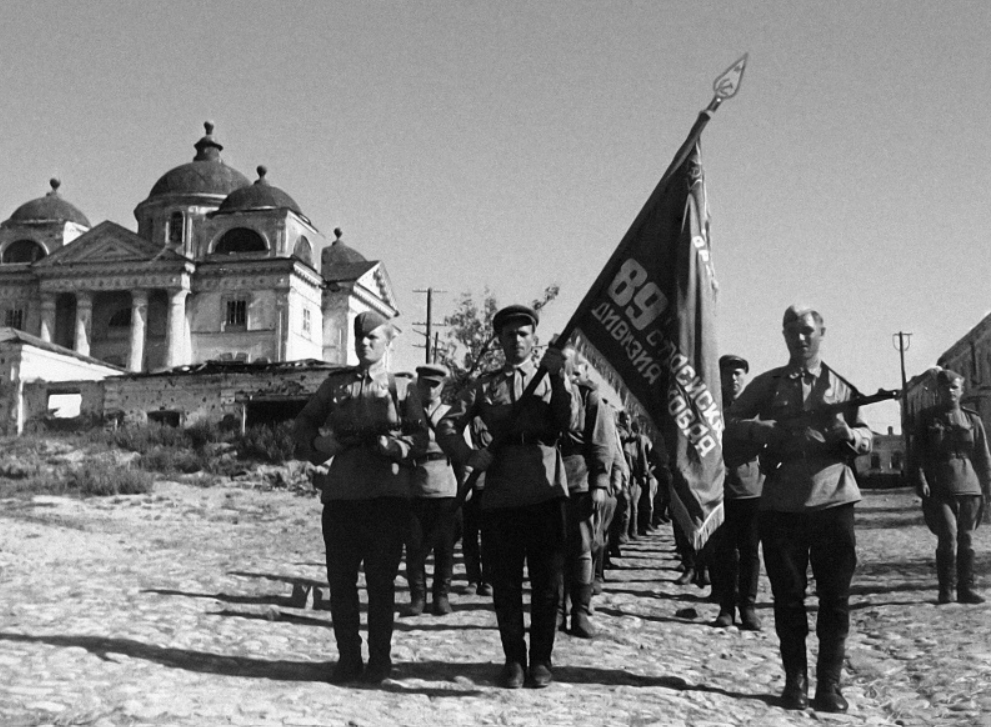
I soldati sovietici entrano a Belgorod il 5 agosto 1943.

Contemporaneamente Vatutin, aspramente sollecitato dall'impaziente Žukov, aveva gettato all'attacco anche le sue armate del fianco destro (27ª e 40ª Armata) che affrontarono aspri contrattacchi della 11. Panzer-Division e di parte della 7. Panzer-Division, appartenenti al 48. Panzerkorps; ci furono grossi scontri di carri armati con i corpi corazzati sovietici (4º Corpo corazzato delle guardie e 5º Corpo corazzato delle guardie) che finirono per costringere alla ritirate le forze tedesche che scoprirono quindi il fianco sinistro del 52º Corpo d'armata già sfondato sul fianco destro dalla 1ª Armata corazzata.
Nei giorni seguenti la situazione si aggravò in modo disastroso per i tedeschi: le colonne corazzate dei generali Katukov e Rotmistrov proseguirono sempre più in profondità in direzione di Bogoduchov e Zoločiv, allargando ancora la breccia tra 4. Panzerarmee e Distaccamento "Kempff"; le armate del generale Konev serrarono su Belgorod da nord (69ª Armata) e da est (7ª Armata delle guardie) conquistandola dopo aspra lotta il 5 agosto e infliggendo dure perdite ai tedeschi. In questa l'occasione si inaugurò il rituale sovietico dei trionfali annunci radiofonici delle vittorie e Stalin diramò un messaggio di congratulazioni alle truppe. Una massa tedesca costituita da due Panzer-Division (11. e 19.) e tre divisioni di fanteria rischiava di rimanere accerchiata tra Tomarovka e Borisovka. Il 6 e il 7 agosto si chiuse la sacca di Borisovka; le truppe tedesche accerchiate tentarono di ripiegare sotto gli attacchi aerei e i bombardamenti dell'artiglieria; la 5ª Armata delle guardie, incaricata del rastrellamento, sbaragliò la resistenza. Le perdite furono pesanti e alcune unità tedesche si disgregarono; la 19. Panzer-Division e parte della 11. furono distrutte, lo stesso generale Gustav Schmidt, comandante della 19. Panzer-Division, cadde sul campo di battaglia; solo i resti riuscirono a sfuggire.
Mentre si concludeva il rastrellamento della sacca, proseguiva l'avanzata delle armate corazzate sovietiche verso Bogoduchov che venne raggiunta fin dal 6 agosto dal 6º Corpo corazzato, e Zoločiv che fu conquistata il 7 agosto dal 18º Corpo corazzato; contemporaneamente continuava l'attacco del generale Konev che, dopo la liberazione di Belgorod, rafforzato con due corpi meccanizzati, cercava di avvicinarsi a Char'kov, aspramente difesa dal raggruppamento del generale Raus (l'11º Corpo d'armata rinforzato dai primi elementi della 3. Panzer-Division proveniente dal settore del Mius). Di fronte alla durezza della resistenza, il generale Rotmistrov (5ª Armata corazzata delle guardie) venne quindi dirottato a sinistra per appoggiare Konev, mentre il generale Katukov (1ª Armata corazzata) avrebbe dovuto proseguire a sud di Bogoduchov, verso Valki. Durante la battaglia a nord di Char'kov ci furono cedimenti in alcune unità tedesche, in particolare della 282. Divisione fanteria, e solo la difesa efficace della 6. Panzer-Division e di parte della 3. Panzer-Division, permisero di rallentare l'avanzata dei russi verso la grande città ucraina.

### I contrattacchi tedeschi a Bogoduchov e Akhtyrka

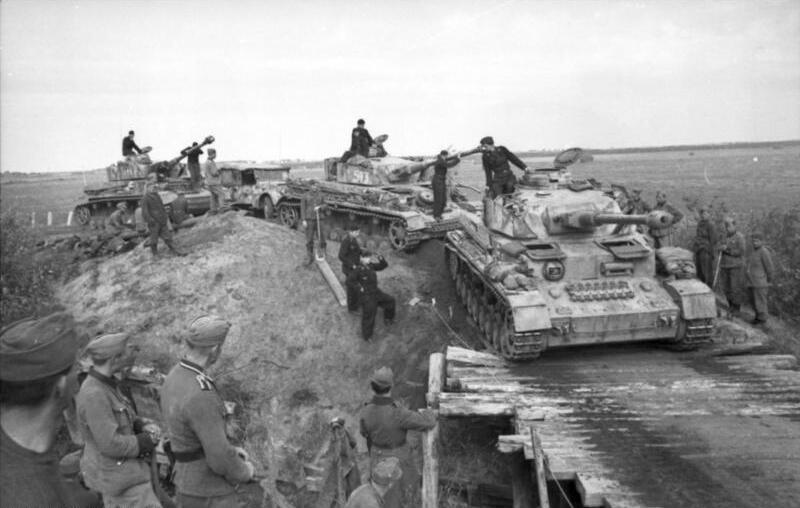
Le divisioni corazzate tedesche in movimento sul fronte dell'est

Fin dal 3 agosto von Manstein, di fronte alle dimensioni dell'offensiva sovietica e alla gravità dello sfondamento del fronte alla giunzione tra 4. Panzerarmee e Distaccamento "Kempff", aveva immediatamente ordinato il trasferimento rapido delle tre divisioni Panzergrenadier-SS ("Das Reich", "Totenkopf" e "Wiking") e della 3. Panzer-Division, distaccati da luglio sul fronte del Mius, e aveva anche ottenuto dall'OKH e da Hitler il pronto ritorno al Gruppo d'armate Sud della divisione Grossdeutschland (in combattimento nel saliente di Orël). Queste potenti unità corazzate, equipaggiate in totale con circa 350 panzer, sarebbe dovuta intervenire in extremis per cercare di contenere l'avanzata nemica e contrattaccare; inoltre Char'kov, come Hitler impose risolutamente, doveva essere difesa a oltranza.
Prime ad arrivare sul campo di battaglia furono gli elementi di testa della Grossdeutschland, dotata nel complesso di oltre 100 carri armati, sul fianco sinistro tedesco (4. Panzerarmee) che, rafforzati dalla 7. Panzer-Division e dai Panther superstiti del "Gruppo Lauchert", contrattaccarono a scaglioni per difendere Achtyrka minacciata da nord dalle unità corazzate sovietiche della 40ª e 27ª Armata e da est dalla 1ª Armata corazzata di Katukov, le cui brigate corazzate di punta (112ª Brigata corazzata del 6º Corpo corazzato, 49ª Brigata corazzata e 1ª Brigata corazzata delle guardie) si erano audacemente spinte a sud di Bogoduchov e avevano attraversato il fiume Merčik puntando verso Valky. Si verificarono aspri scontri con il 5º Corpo corazzato delle guardie, appartenente alla 40ª Armata sovietica, e i sovietici subirono perdite e vennero bloccati. Nello stesso momento, l'arrivo dei primi elementi della 3. Panzer-Division sul fianco destro del generale Hoth permise ai tedeschi di affrontare e fermare anche i corpi corazzati della 5ª Armata corazzata delle guardie del generale Rotmistrov (18º Corpo corazzato) diretti su Zoločiv (7 agosto).

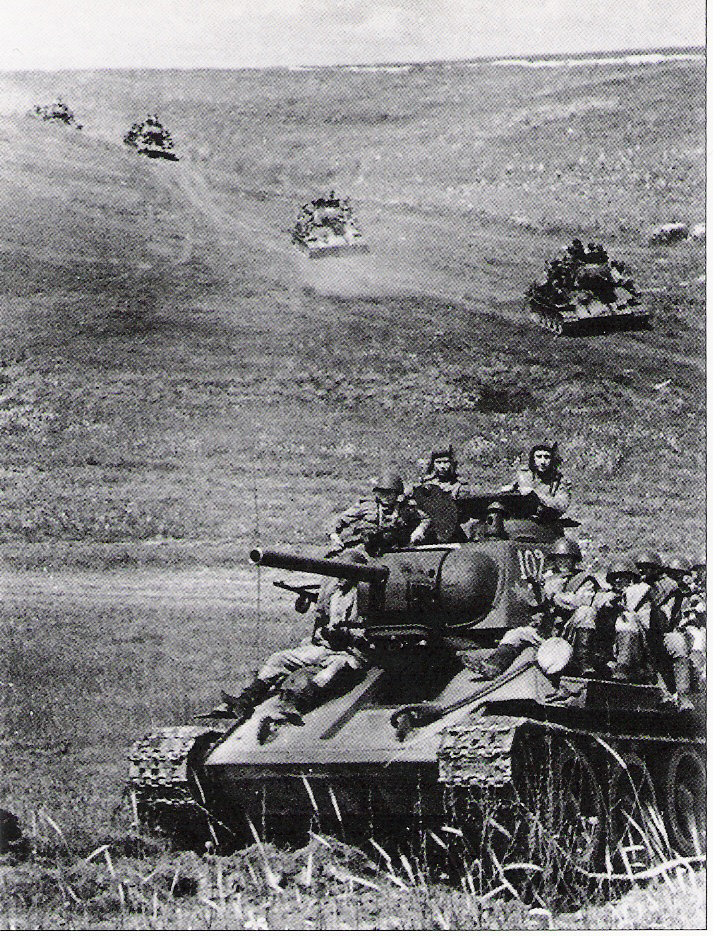
Colonna di carri sovietici T-34 in avanzata nella steppa nell'estate 1943.

La minaccia maggiore per i sovietici, in realtà, si manifestò di fronte e sulla sinistra del cuneo offensivo del generale Katukov a sud di Bogoduchov, che venne violentemente attaccato a partire dal 10 agosto, in un primo tempo dalla divisione SS "Das Reich" e da una parte della 3. Panzer-Division e poi anche dalla SS "Totenkopf" appena arrivata. Il 11 agosto e 12 agosto il 3º Panzerkorps del generale Hermann Breith, in cui erano state raggruppate le tre divisioni SS "Das Reich", "Totenkopf", "Wiking", alcuni reparti della 3. Panzer-Division e i Tiger rimasti del battaglione pesante sPzAbt.503, sferrò un grande contrattacco in forze per tagliare fuori le brigate corazzate di punta della 1ª Armata corazzata sovietica (112ª Brigata corazzata, 49ª Brigata corazzata e 1ª Brigata corazzata delle guardie) spintesi a sud del Merčik; l'attacco ebbe successo e i reparti scelti Waffen-SS sconfissero le brigate sovietiche del 6º Corpo corazzato che, dopo essersi battute coraggiosamente, ripiegarono verso nord. La situazione del generale Katukov divenne difficile, essendo sotto attacco anche gli altri due corpi dell'armata corazzata - 3º meccanizzato e 31º corazzato; Žukov e Vatutin inviarono immediatamente due corpi (18º e 29º Corpo corazzato) della 5ª Armata corazzata delle guardie del generale Rotmistrov in aiuto di Katukov; si scatenarono violenti scontri tra mezzi corazzati anche il 12 agosto e 13 agosto, ma il pericoloso contrattacco tedesco venne infine contenuto e le due armate corazzate mantennero il terreno conquistato pur subendo perdite superiori a quelle delle Panzer-Divisionen tedesche.
Nei giorni seguenti, a partire dal 15 agosto, si svolsero nuovi violenti scontri a sud di Bogoduchov dove i corpi corazzati sovietici della 1ª e della 5ª Armata corazzata tentavano di riprendere l'offensiva, e soprattutto nella regione di Achtyrka. In questa zona il 4º e il 5º Corpo corazzato delle guardie (della 40ª e 27ª Armata) penetrarono temerariamente in profondità ma vennero a loro volta isolati da un nuovo contrattacco a tenaglia organizzato dal generale Hoth con i carri armati della Grossdeutschland, della 7. Panzer-Division e della SS "Totenkopf".
I resti dei corpi corazzati sovietici sfuggirono dopo aver subito nuove perdite, ma ora anche le Panzer-Division erano logorate e a corto di uomini e mezzi dopo i furiosi scontri di Bogoduchov e Achtyrka, e quindi non poterono sfruttare gli apparenti successi tattici; inoltre il raggruppamento tedesco a Achtyrka venne messo in difficoltà dalla minaccia sovietica da nord (40ª, 27ª e 47ª Armata del fronte di Vatutin rinforzate con quattro nuovi corpi meccanizzati - 2º e 10º Corpo corazzato, 3º Corpo corazzato delle guardie e 3º Corpo meccanizzato delle guardie - provenienti dalle riserve.
La Grossdeutschland e la 7. Panzer-Division, raggruppate nel 24º Panzerkorps, passarono sulla difensiva, costrette a contenere i nuovi ostinati attacchi sovietici da nord e anche da est, da parte di formazioni del 6º Corpo corazzato della 1ª Armata corazzata, come fecero anche le divisioni corazzate Waffen-SS del 3º Panzerkorps a sud di Bogoduchov; i tentativi tedeschi di capovolgere la situazione erano falliti nonostante la notevole abilità degli equipaggi dei panzer e le forti perdite inflitte. Anche la situazione dei russi non era in realtà del tutto favorevole a causa del costante incremento delle perdite soprattutto di mezzi corazzati, come dimostra il nervosismo di Stalin nelle comunicazioni del 22 agosto con Žukov e Vatutin e i suoi timori di un insuccesso o di uno stallo.

### La liberazione di Char'kov
Mentre infuriavano le aspre battaglie di carri a Bogoduchov e Achtyrka, il generale Konev aveva continuato la sua ostinata offensiva verso Char'kov, duramente contrastata dal raggruppamento del generale Raus, quattro divisioni di fanteria opportunamente rafforzate dalla 6. Panzer-Division ormai ridotta a soli 15 carri armati, da una parte della 3.Panzer-Division e dagli ultimi nove Tiger dello sPzAbt.503: la lotta fu aspra e l'avanzata sovietica lenta e costosa. Il generale Werner Kempf, comandante superiore del settore, chiese ripetutamente di abbandonare la grande città ucraina ma, di fronte agli ordini tassativi di Hitler, il feldmaresciallo von Manstein tentò ancora di mantenere il possesso di Char'kov; destituì quindi Kempf sostituendolo con il generale Otto Wöhler e rafforzò le difese a sud e a ovest della città con l'afflusso prima di elementi della SS-"Wiking" e poi della SS-"Das Reich".

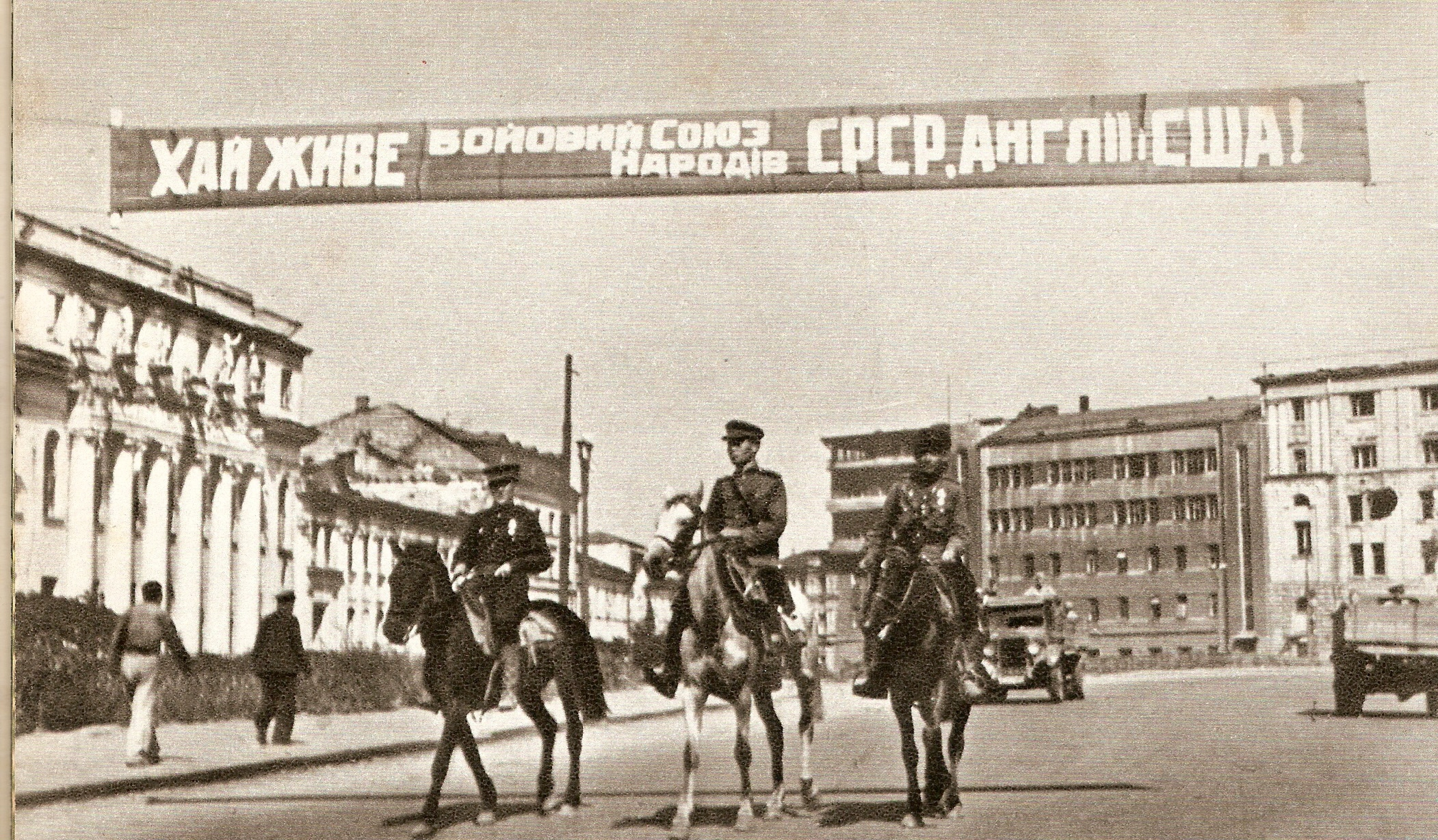
Liberazione di Char'kov.

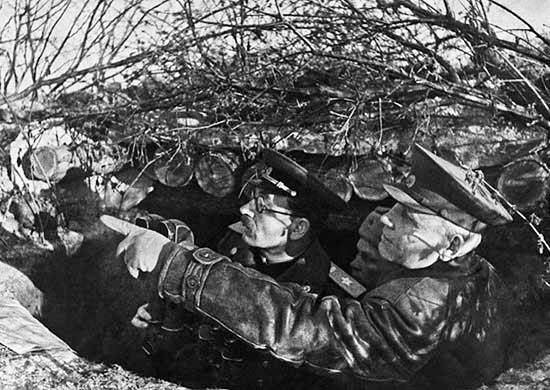
Posto di comando del Fronte della Steppa: al centro il generale Pavel Rotmistrov, a destra il generale Ivan Konev.

A partire dal 19 agosto, la pressione delle armate del generale Konev, la 53ª a nord-ovest di Char'kov, la 69ª a nord e la 57ª a sud della città, stava diventando insostenibile mentre la 5ª Armata corazzata delle guardie del generale Rotmistrov, scesa a soli 166 carri armati dopo aver respinto i contrattacchi tedeschi, intervenne sulla destra delle armate del fronte della Steppa per cercare di raggiungere il nodo di comunicazioni di Ljubotyn e accerchiare completamente la città.
Il 19 e il 20 agosto si svolsero nuovi duri scontri di carri tra la 5ª Armata corazzata delle guardie (18º Corpo corazzato e 5º Corpo meccanizzato delle guardie) e la SS-"Das Reich", rafforzata con gli ultimi Panther e Tiger disponibili; la Luftwaffe intervenne per rallentare le colonne corazzate sovietiche. Durante queste violente battaglie, che si prolungarono anche nella notte, i carri armati sovietici, che subirono di nuovo forti perdite, non furono in grado di completare la manovra di accerchiamento di Char'kov, ma la "Das Reich", che si era battuta con valore, esaurì ugualmente le sue forze e non poté salvare la città ucraina. A questo punto il feldmaresciallo von Manstein convenne con i generali Raus e Wöhler che era impossibile continuare a difendere la città nonostante le ingiunzioni hitleriane motivate, oltre che da ragioni strategiche e logistiche, da questioni di prestigio internazionale nei confronti di alleati e neutrali. Quindi, il 22 agosto, il raggruppamento del generale Raus (sette divisioni) iniziò a incendiare la città, a distruggere le installazioni e gli enormi depositi di equipaggiamenti e a ripiegare per evitare di essere accerchiato; la ricognizione sovietica individuò i segni della ritirata tedesca e durante la notte il generale Konev fece avanzare due divisioni (183ª e 89ª divisione) della 53ª Armata che passarono all'attacco e irruppero dentro l'abitato; i combattimenti durarono tutta la mattinata del 23 agosto: a mezzogiorno la 89ª divisione entrava nel centro di Char'kov e la contesa metropoli veniva definitivamente liberata.

## Bilancio e conseguenze
La Quarta battaglia di Char'kov, ultima di una serie di accaniti scontri, combattuti intorno alla città ucraina nel 1941, 1942 e 1943, si concluse quindi il 23 agosto 1943 con un grande successo strategico e propagandistico di Stalin e dell'Armata Rossa: per la prima volta l'esercito sovietico aveva vinto una battaglia campale e aveva condotto una riuscita offensiva strategica con mezzi corazzati durante la campagna d'estate che nei precedenti anni aveva visto sempre prevalere la Wehrmacht. Anche per Hitler, i generali e i soldati tedeschi il contraccolpo sul morale fu forte. Tutte le speranze del Führer ed anche di molti alti generali, tra cui lo stesso feldmaresciallo von Manstein, di poter progressivamente dissanguare il nemico e spegnerne la volontà combattiva, svanirono dopo i venti giorni di cruente battaglie a Belgorod, Achtyrka, Bogoduchov e Char'kov.

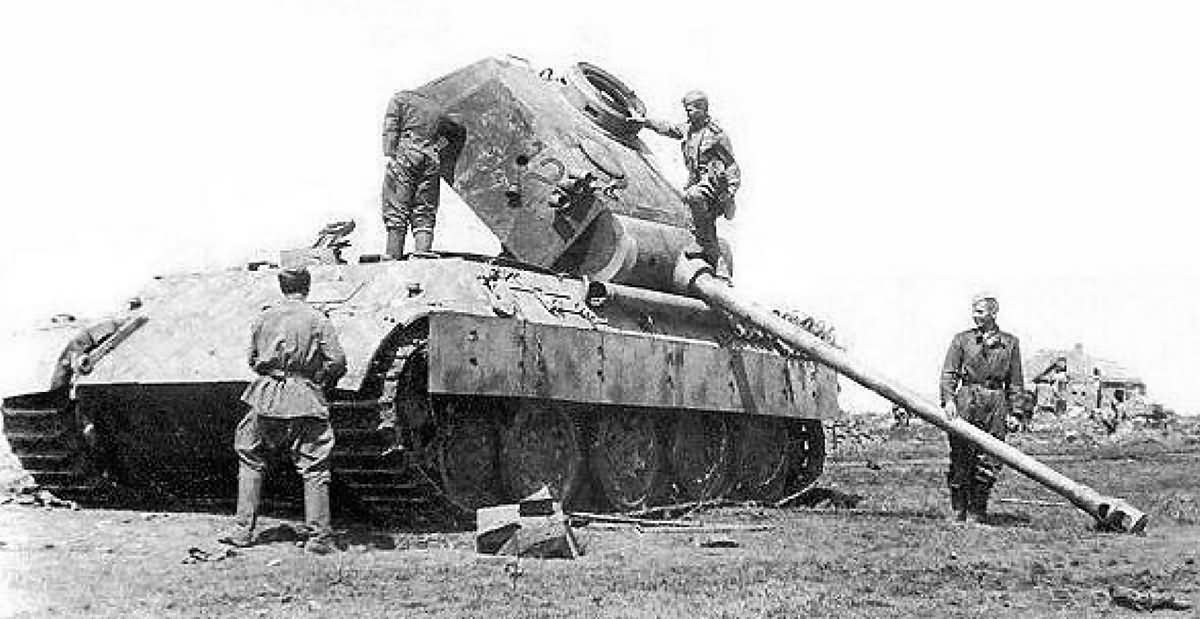
Soldati sovietici ispezionano un carro tedesco Panzer V Panther distrutto sul campo di battaglia.

L'abilità e l'esperienza delle Panzer-Division non era stata sufficiente a frenare l'ostinata offensiva sovietica del maresciallo Žukov e dei generali Vatutin e Konev, nonostante le elevate perdite inflitte; tecnicamente e operativamente inferiori ai tedeschi, gli equipaggi delle forze corazzate sovietiche dimostrarono grande coraggio e abnegazione e mantennero la coesione e la volontà combattiva fino alla conclusione vittoriosa della battaglia. Gli scontri tra carri armati di Bogoduchov e Achtyrka furono altrettanto violenti e sanguinosi delle famose battaglie di Kursk e costarono perdite più alte sia ai sovietici, 1860 carri armati contro i 1600 persi in 18 giorni a Kursk che ai tedeschi, oltre 500 carri contro 350 durante l'Operazione Cittadella. Alla fine della Quarta battaglia di Char'kov, le Panzer-Division contavano ormai solo su poche decine di carri: il 7 settembre il feldmaresciallo von Manstein numerava solo 257 carri armati e 220 semoventi in tutto il gruppo d'armate e non erano in grado di proseguire i loro costosi interventi di salvataggio sui vari fronti attaccati che erano divenuti indispensabili per sostenere le linee tedesche a causa dell'irreversibile indebolimento delle divisioni di fanteria, non più in grado di resistere da sole alle offensive sovietiche. Fin dal 13 agosto era ripresa l'offensiva sovietica sul Mius; la linea Hagen e il fianco sinistro del raggruppamento di Achtyrka stavano per essere attaccati dal generale Rokossovskij (il 26 agosto), l'Ostheer sarebbe presto stato costretto alla ritirata generale per cercare riparo dietro il fantomatico Ostwall (pianificato da Hitler, in teoria, fin dall'11 agosto). Era impossibile contare su rinforzi da altri fronti dato che la situazione italiana minacciava di precipitare (si era nel periodo del governo Badoglio prima dell'Armistizio dell'8 settembre) e che le previste "divisioni Stalingrado" (nuove divisioni in costituzione in Germania con la numerazione delle vecchi unità distrutte nella battaglia di Stalingrado) sarebbero state presto impiegate sul fronte Mediterraneo.
La situazione sovietica, come era ben evidente a Stalin (che manifestò grande prudenza e anche una certa preoccupazione nella corrispondenza con i capi occidentali di questo periodo, lamentando i suoi continui estenuanti impegni "sul campo" e nella condotta quotidiana delle operazioni), era certamente ancora complessa, nonostante le vittorie, e piena di problemi e preoccupazioni: le perdite sovietiche nelle battaglie estive successive a Kursk (Orël, Mius e Char'kov) erano state superiori a quelle tedesche e la battaglia si era conclusa senza una vera vittoria strategica completa per l'Armata Rossa; le demolizioni tedesche intralciavano grandemente le comunicazioni e i trasporti, anche le officine degli Urali avevano difficoltà a ripianare le enormi perdite e il colossale consumo di munizioni e equipaggiamenti, la popolazione all'interno era ridotta a una vita di lavoro per il fronte e di miseria; le armate corazzate erano uscite decimate dagli scontri (nonostante i febbrili sforzi delle officine di riparazione, il 25 agosto la 1ª Armata corazzata contava solo 162 carri e la 5ª Armata corazzata delle guardie appena 153. Ma i continui attacchi sui vari fronti stavano progressivamente dissanguando la Wehrmacht, costringendola alla ritirata, e le officine degli Urali fornivano nuovi mezzi alle armate sovietiche: all'inizio di settembre i quattro fronti meridionali dei generali Vatutin, Konev, Malinovskij e Tolbuchin disponevano di oltre 2400 nuovi carri armati; il morale era alto, la vittoria e la liberazione dei territori occupati diveniva possibile.
La sconfitta delle forze mobili tedesche a Kursk e nella successiva controffensiva privò la Wehrmacht della capacità di lanciare nuove offensive strategiche, come programmato da Žukov.
La superiorità sovietica si andava accentuando e Stalin, nonostante tutta la sua prudenza di facciata, stava pianificando un ulteriore allargamento dell'offensiva d'estate con obiettivi grandiosi: il raggiungimento e il superamento del Dniepr, la liberazione della Crimea, l'attacco verso Smolensk. La guerra sul fronte orientale volgeva ormai a favore dell'Unione Sovietica.